# Ера динозаврів
«Ера динозаврів» (англ. Age of Dinosaurs) — американський науково-фантастичний екшн-фільм про динозаврів 2013 року режисера Джозефа Дж. Лоусона та з Ронні Кокс та Трітом Вільямсом у головних ролях.

## Сюжет
Біотехнологічній компанії Geneti-Sharp, відомій своїми досягненнями в лікуванні опіків, вдається клонувати динозаврів за допомогою ДНК. Джастін, генеральний директор компанії, робить презентацію своїх досягнень у великому залі. Серед гостей — пожежник Гейб Якобс та його дочка Джейд, яка покидає зал перед початком презентації. Джастін показує своїм потенційним клієнтам декілька видів динозаврів, серед яких цератозавр, карнотавр та деякі інші хижі динозаври.
Раптом динозаврам вдається зруйнувати бар'єри безпеки. Вони починають нападати на гостей і починається паніка. Джейд втікає в підвал і закривається в шафі. Всі входи і виходи були заблоковані, і до будівлі приїжджають поліцейські. Гейб знаходить дочку, і разом вони шукають сховку і намагаються втекти з будівлі. Раптом відключається електроенергія в будівлі, і динозаври, які знаходились в спеціальних посудинах, теж втікають. Вони вириваються з будівлі, нападають на поліцейських та проникають в центр Лос-Анджелеса.
Гейбу і Джейд вдається сховатися в торговому центрі, однак динозаври теж проникають в нього. В той час динозаври продовжують атакувати місто, а птерозаври нападають на військові гелікоптери. Коли будівля починає руйнуватися, Джейд втікає на дах. Джастін долітає на своєму персональному гелікоптері до торгового центру, і намагається врятувати Гейба і Джейд. Гейбу вдається дістатися до гелікоптера, однак Джастіна вбивають карнотаври, а Джейд хапає птеранодон і несе до логотипу Голлівуду. Гейб на гелікоптері слідує за птеродактилем, який приземляється і намагається з'їсти Джейд, однак Гейб також приземляється і намагається захистити дочку. Врешті-решт гелікоптер, який стояв на краю обриву, падає на птеранодона і вбиває його, а Гейб і Джейд рятуються.